# Peace in Our Time
Peace in Our Time är rockgruppen Big Countrys fjärde album från 1988.

## Låtlista
1. King of Emotion (4:50)
2. Broken Heart (Thirteen Valleys) (5:10)
3. Thousand Yard Stare (3:57)
4. From Here to Eternity (4:54)
5. Everything I Need (4:39)
6. Peace in Our Time (4:34)
7. Time for Leaving (5:01)
8. River of Hope (4:29)
9. In This Place (4:21)
10. I Could Be Happy Here (4:28)
11. The Travellers (3:13)
12. When the Drum Beats (5:01)
13. Starred and Crossed (4:25)
14. Longest Day (6:36)